# William Pereira

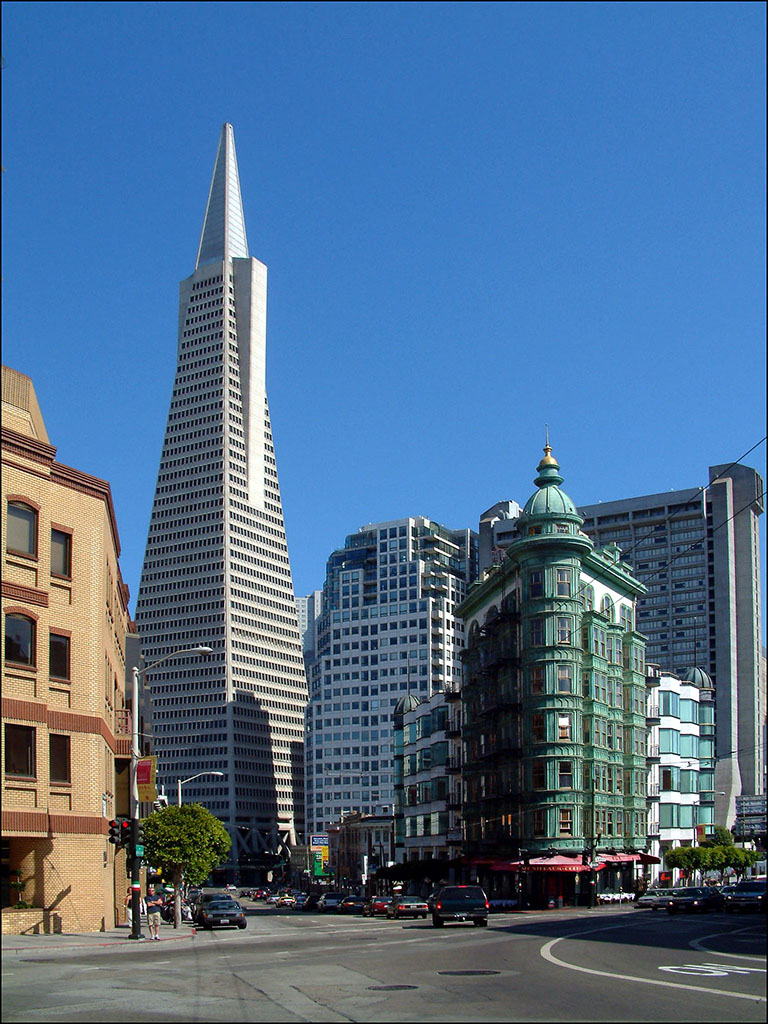
Transamerica Pyramid, San Francisco, 1972

William Leonard Pereira (25 de abril de 1909 - 13 de noviembre de 1985) fue un arquitecto estadounidense de Chicago, Illinois, de ascendencia portuguesa que se destacó por sus diseños futuristas de los edificios más emblemáticos, tales como la Transamerica Pyramid en San Francisco. Extraordinariamente prolífico, trabajó fuera de Los Ángeles, y era conocido por su afición a la ciencia ficción y a los coches caros, pero sobre todo por su inconfundible estilo de arquitectura, que ayudó a definir la imagen arquitectónica de mediados del siglo XX en América.

## Vida personal
Nacido en Chicago, Pereira se graduó de la Facultad de Arquitectura de la Universidad de Illinois y comenzó su carrera en su ciudad natal. Tuvo una de sus primeras experiencias arquitectónicas ayudando a redactar el plan maestro para la Chicago World's Fair de 1933 "A Century of Progress". Con su hermano, Hal Pereira, diseñó el Esquire Theater en el número 58 de la East Oak Street, considerado uno de los mejores ejemplos de estilo art déco de Chicago.
Tuvo dos esposas, la exmodelo y actriz Margaret McConnell con la que se casó el 24 de junio de 1934 y Bronya Galef; cuyo matrimonio duró hasta su muerte. Tuvo dos hijos, William Pereira, Jr., y una hija, Mónica Pereira, profesora de español.
William Pereira murió de cáncer a los 76 años en el Centro Médico Cedars-Sinai en Los Ángeles. Por petición suya, no se planificaron servicios funerarios a su muerte.

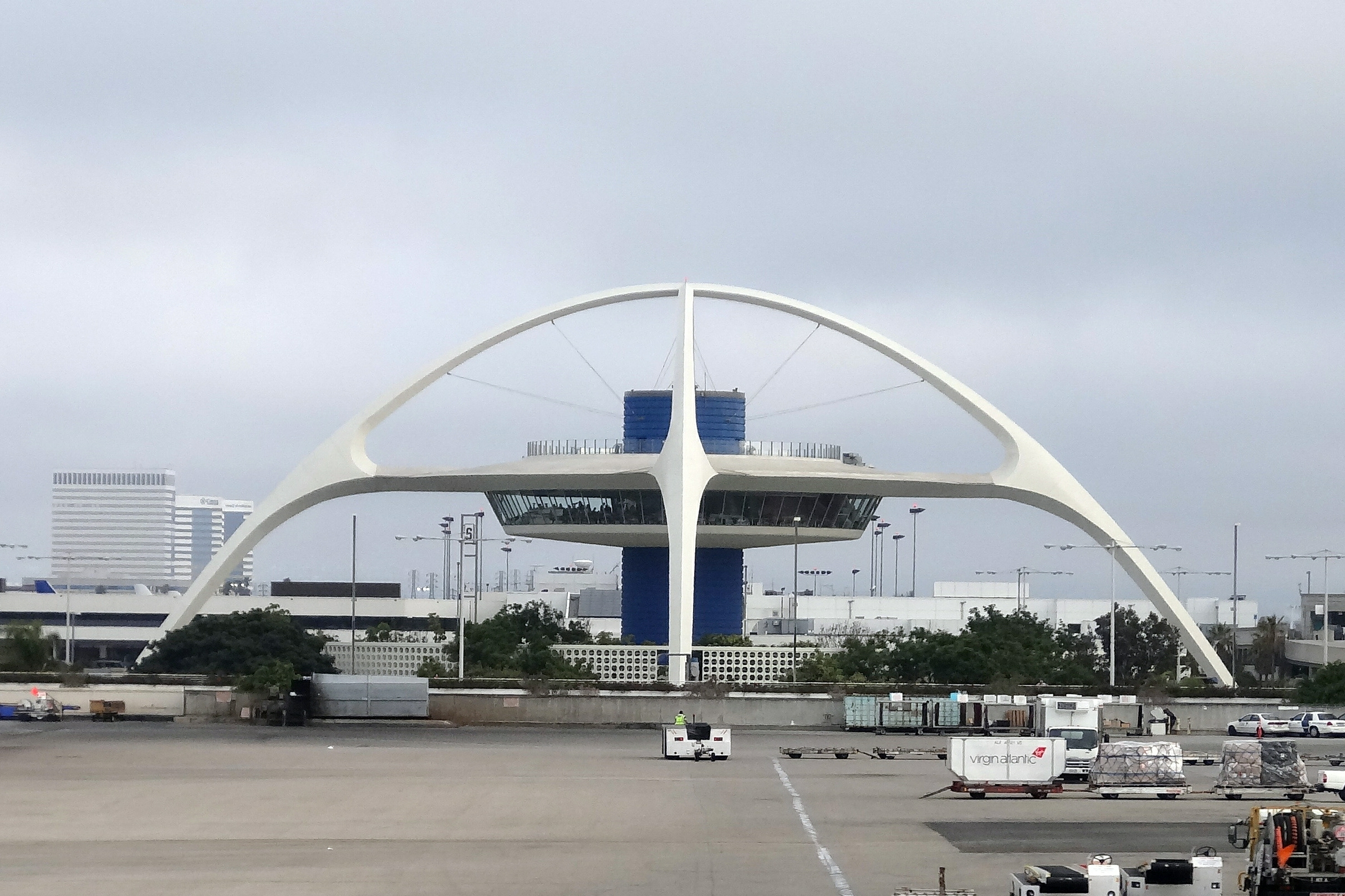
Theme building LA AIRPORT

## Carrera profesional

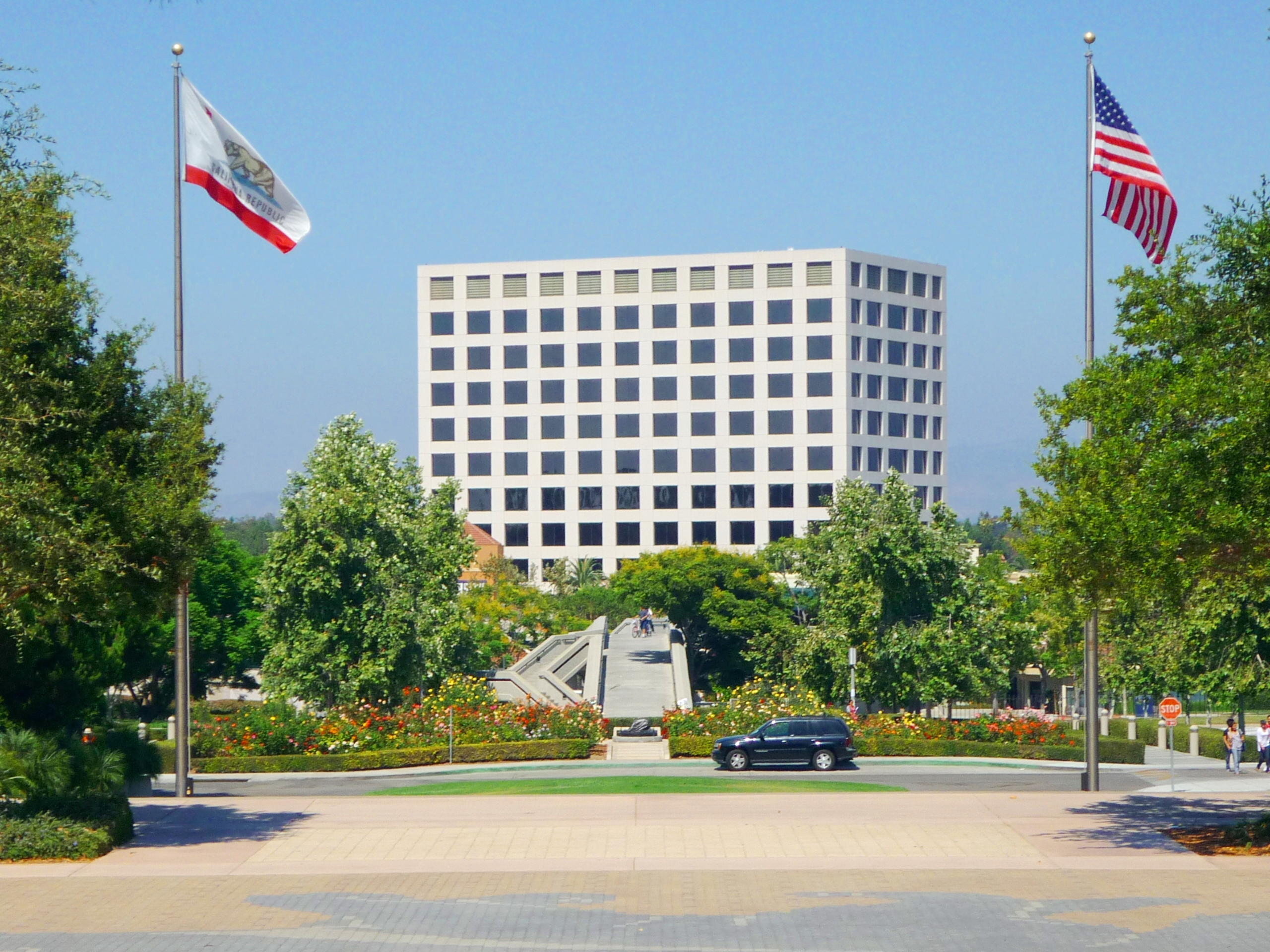
UC Irvine - University Center

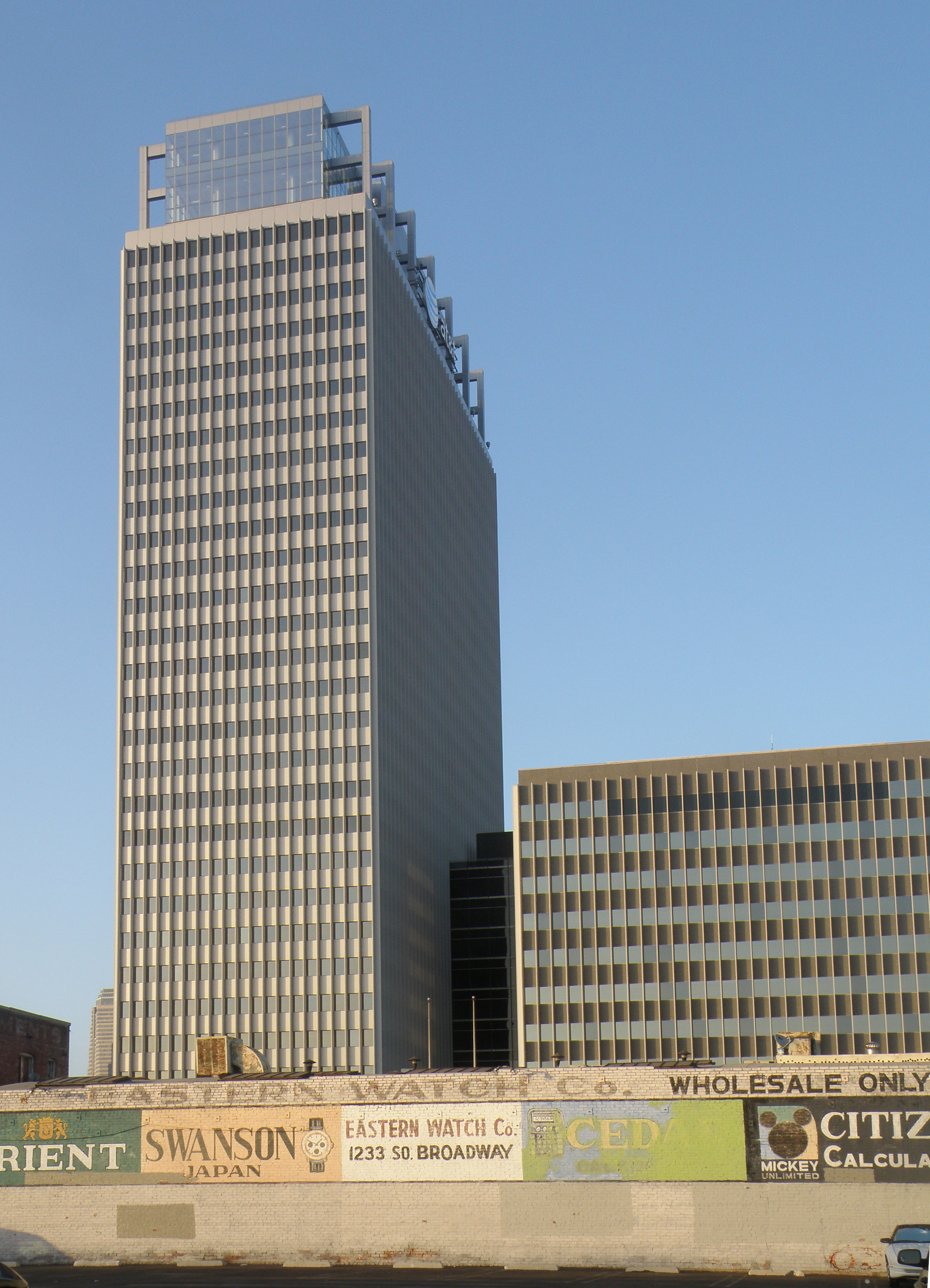
AT&T Center Los Ángeles

En la década de los 30, él y Hal se mudaron a Los Ángeles. Después de trabajar como arquitecto en solitario, Pereira fue contratada por la Motion Relief Fund y diseñó los primeros edificios para la Motion Picture Country House en Woodland Hills, California, inaugurados el 27 de septiembre de 1942.
Pereira también tuvo una breve temporada como director de arte de Hollywood. Compartió un Óscar de la Academia a los Mejores Efectos Especiales por la película de acción/aventura Reap the Wild Wind (1942). Fue el director de arte de This Gun for Hire, la primera película de Alan Ladd. Fue diseñador de producción del drama Jane Eyre (1943), y del drama de guerra Since You Went Away (1944). Pereira también fue productor del film de cine negro, Johnny Angel (1945), y del drama de Joan Fontaine, From This Day Forward (1946).
Aunque sus edificios eran a menudo bastante rígidos y planos en su aspecto (debido en gran parte a la ciencia ficción de la época), destacaban por su carácter funcional con cierto estilo que los hacía inconfundibles. Se enorgullecía del concepto de diseño para el futuro. Gran parte del estilo "futurista" de Pereira se debe a su antiguo colaborador de diseño James Langenheim, que había creado el diseño inicial para el Building Theme en LAX. Las iniciales "J.L." han aparecido como la firma del diseñador en una serie de planos para proyectos de Pereira, incluida la biblioteca futurista en la UC Irvine, pero no está claro si las iniciales son efectivamente de Langenheim.
En 1949, Pereira se convirtió en profesor de arquitectura en la Universidad del Sur de California. Luego formó una asociación con su compañero de clase, Charles Luckman, a principios de la década de los 50. La empresa, Pereira & Luckman, creció hasta convertirse en una de las más activas de la nación. El dúo diseñó algunos de los edificios más conocidos de Los Ángeles, incluido el famoso "Edificio Temático" en el Aeropuerto Internacional de Los Ángeles (en colaboración con Paul Williams y Welton Becket).
Se separó con Luckman en 1959. Posteriormente, formó la tercera y última compañía de su carrera, "William L. Pereira & Associates". En los años 60 y 70, él y su equipo completaron más de 250 proyectos, incluyendo la redacción de los planes maestros para la expansión del Aeropuerto Internacional de Los Ángeles y el desarrollo del plan maestro para la ciudad de Irvine, California, de 376 km², lo que llevó su fotografía a la portada de la revista Time en septiembre de 1963. Más tarde trabajó con Ian McHarg en el plan para la nueva ciudad de The Woodlands, Texas.
Los edificios de Pereira fueron fácilmente identificados por su estilo inconfundible, a menudo tomando formas inusuales como pirámides y zigurats. Por lo general, proyectaban una gran presencia, de aspecto pesado y, a menudo, en lo alto de "pedestales" que eran en sí mismos una parte integral del edificio. Muchos de sus edificios se complementaron con estanques de agua y algunos estaban casi completamente rodeados de agua. El Museo de Arte del Condado de Los Ángeles, por ejemplo, era un complejo de tres edificios de estilo Googie que se elevaban desde un lago y estaban interconectados por una serie de calzadas y puentes.
Pereira diseñó el planeamiento del campus de la Universidad del Sur de California, la Universidad de California, Irvine y la Universidad Pepperdine.
Su material preferido para crear sus formas geométricas únicas fue el hormigón prefabricado. Trabajando en este medio, podría crear sus impresionantes fachadas simplemente conectándolas como paneles al marco de acero del edificio.

## Legado
En el momento de su muerte, Pereira tenía más de 400 proyectos a su nombre. Entre las estructuras que diseñó en todo el sur de California destacan la CBS Television City, el Museo de Arte del Condado de Los Ángeles, el Howard Johnson Hotel y el Water Playground en Anaheim, y el Disneyland Hotel en Anaheim. También es responsable de crear las monumentales fachadas de inspiración española que definieron los grandes almacenes Robinson durante casi 20 años, y fue el arquitecto de la Universidad de Pepperdine en Malibu, destacado por la "Princeton Review" como el campus universitario más bello de América. De su inmenso trabajo, tres obras realmente se destacaron en la mente del público: las planificaciones urbanas de las ciudades de Irvine y Newport Beach, y la Pirámide Transamérica en San Francisco.
Su trabajo más alabado y criticado fue probablemente el edificio Transamerica, que se completó en 1972. Primero fue visto como una intrusión en el horizonte de la ciudad, pero ha sido aceptado como el edificio dominante de los edificios a su alrededor y como un símbolo de la ciudad extrañamente creativo.
Tal vez su legado más grande y duradero, además de sus edificios, sean los arquitectos respetados que salieron de la firma de Pereira y las clases que dio en la USC, como Gin Wong, William Blurock y Frank Gehry. La firma de Pereira fue tomada a su muerte por sus dos ayudantes principales, Scott Johnson y Bill Fain.

## Aprecio de su obra
Péréira como arquitecto nunca fue realmente amado por el público en general, ya que era a menudo considerado como "un arquitecto de Hollywood", en una población regional creada para santificar la vivienda unifamiliar a costa de todos los demás tipos de arquitectura y planificación.
Como resultado, los edificios comerciales y cívicos, a menudo reliquias de períodos de expansión y crecimiento económico, son tratados como relativamente desechables, su utilidad cultural se ve más a través de una lente económica que arquitectónica o cívica. Muchas de las obras de Pereira son este tipo de edificios, íconos del capitalismo, el comercio y el desarrollo. Como tal, son aptos para ser reemplazados después de que su fantasía se desvanezca y su edad comience a manifestarse, lo que en Los Ángeles es un lapso de tiempo de 30 a 50 años. 
Para el arquitecto y estudioso de la arquitectura del siglo XX, Alan Hess: "Es necesario mirar mucho más ampliamente los aportes de la arquitectura moderna en el sur de California a través del siglo XX y darse cuenta de que los proyectos comerciales a gran escala no solo están muy bien diseñados y son innovadores, desde el punto de vista de lo que son, sino que también son extremadamente influyentes. Establecieron los patrones para los lugares de trabajo, los hogares, las ideas de planificación, que afectaron a cientos de miles de californianos ".
La primera y única retrospectiva del trabajo del arquitecto no llegó hasta 2013, en el Museo de Arte de Nevada en Reno. También hay algunas monografías importantes sobre el trabajo de Pereira.
Dos de los proyectos de Pereira, la sede del Distrito Metropolitano de Agua (MWD) y una adición de 1971 al edificio de Los Angeles Times, se enfrentan amenazas existenciales muy reales. El edificio de Los Angeles Times fue adquirido el año 2015 por el promotor canadiense Onni Group y la compañía tiene planes de demoler la sección de Pereira para dar paso a una promoción de viviendas. 
La sede central de MWD de Pereira tiene una historia más compleja. Los promotores Linear City compraron una parte del complejo en 1973, la reconstruyeron y la restauraron. Su proyecto, The Elysian, consta de 120,000 pies cuadrados de espacio comercial y 96 unidades de oficinas. El sitio también contiene, sin embargo, otras dos estructuras del mismo período de tiempo. Esas propiedades fueron compradas por el promotor Palisades Capital Partners y ahora se enfrentan a la demolición. Una reunión de los comisionados del patrimonio cultural de la ciudad de Los Ángeles rechazó la aplicación de protección cultural al edificio. Por lo tanto, la designación histórica del edificio fue efectivamente denegada en septiembre de 2016.

## Obra arquitectónica

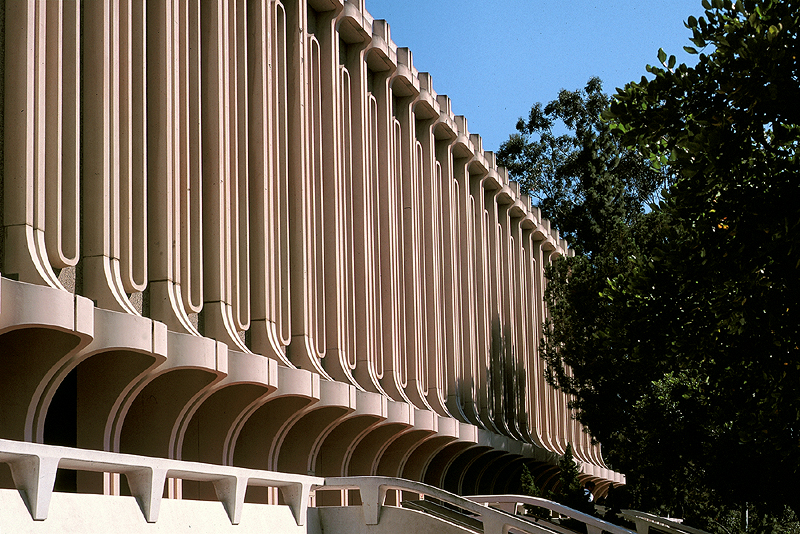
La biblioteca de la Universidad de California, Irvine, ilustrando el sistema de fachada con paneles de Pereira

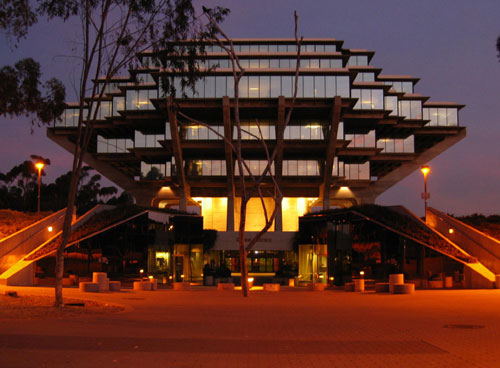
La Biblioteca Geisel (1970) en la Universidad de California, San Diego

https://en.wikipedia.org/wiki/List_of_William_Pereira_buildings

## Galería

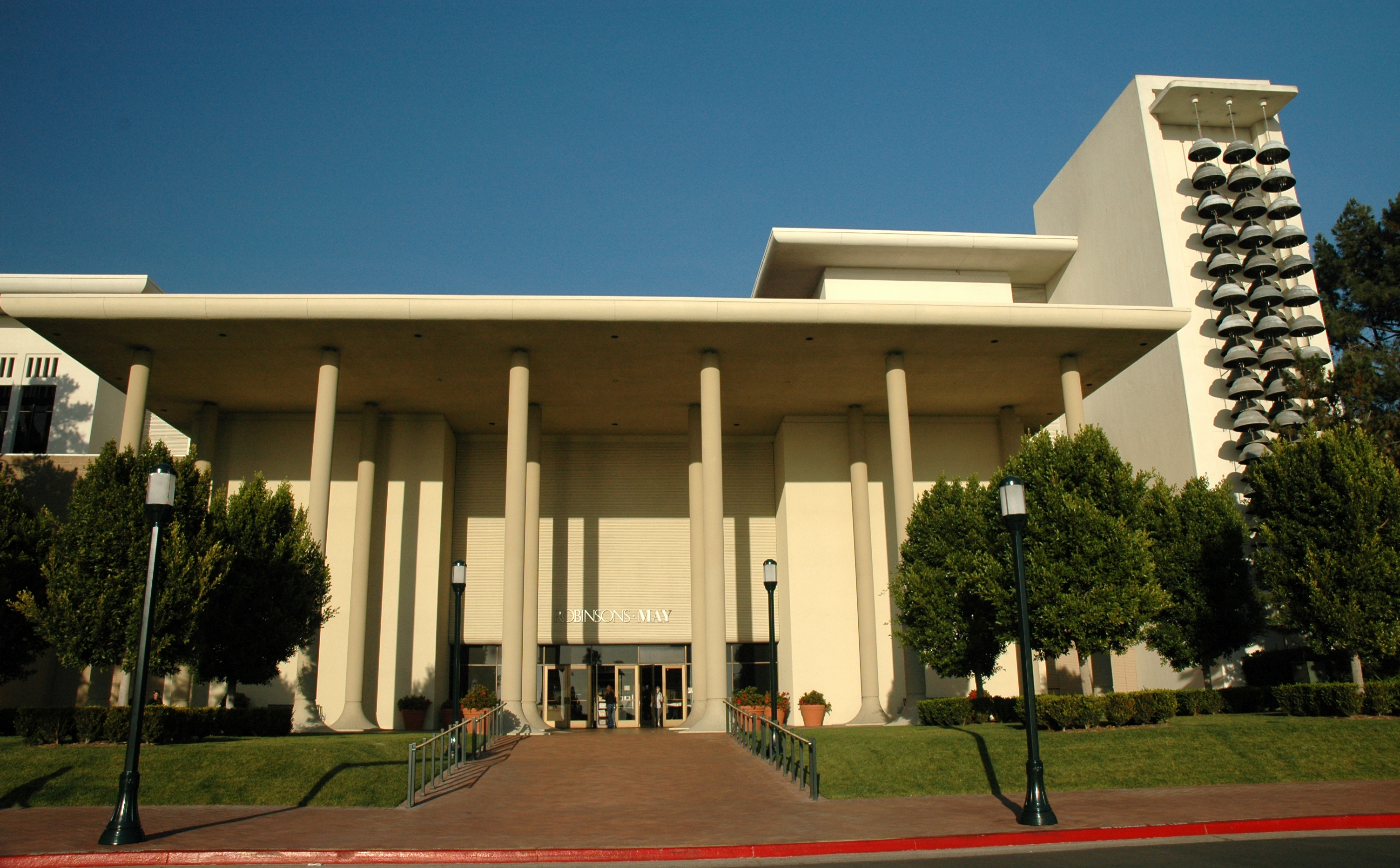
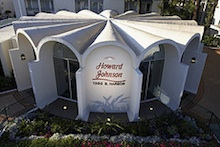
Howard Johnson Plaza Hotel - Anaheim,
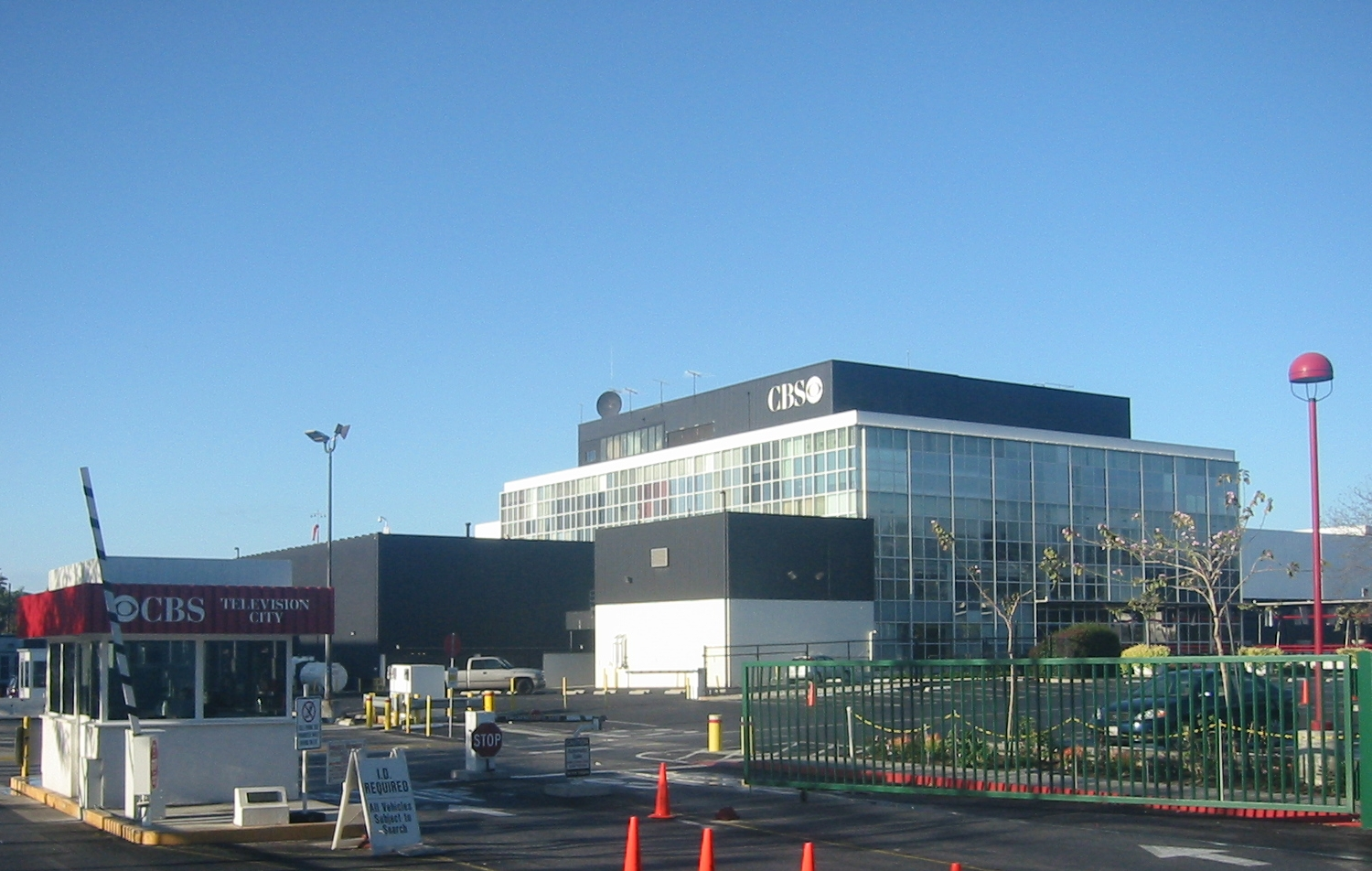
CBS Television
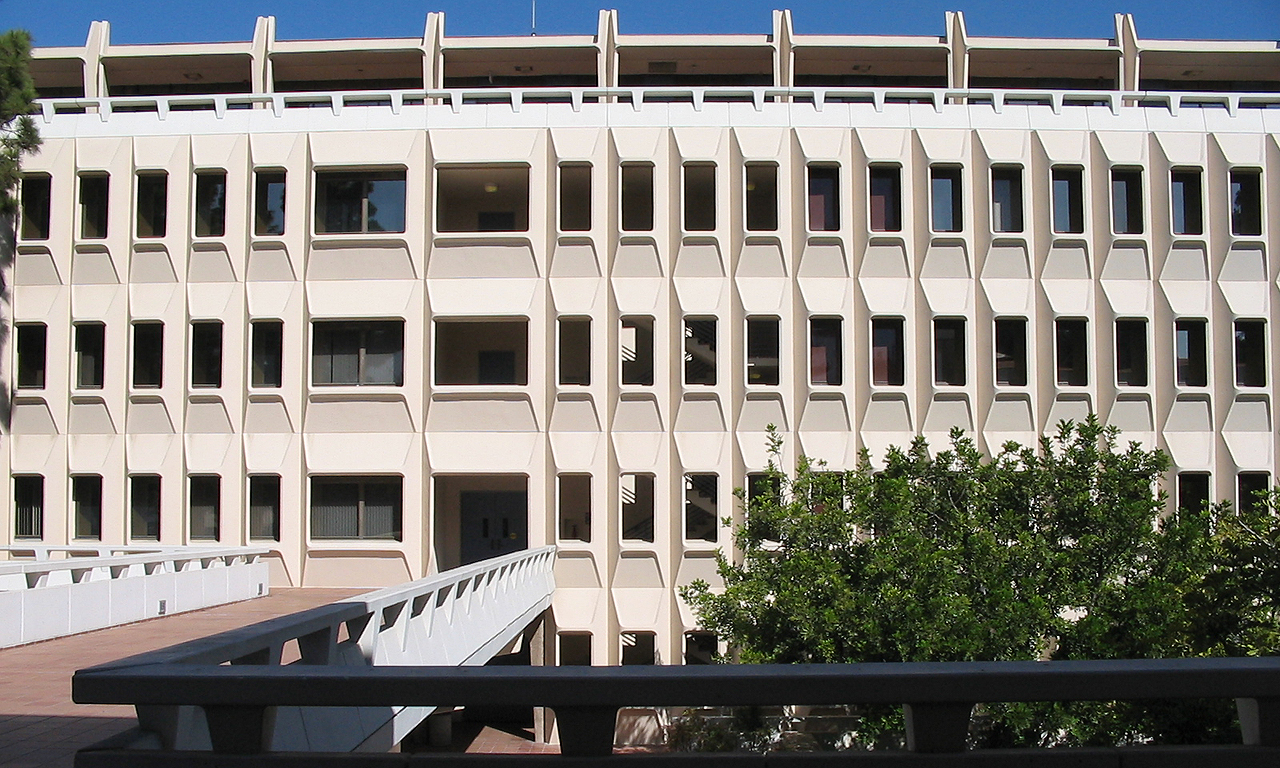
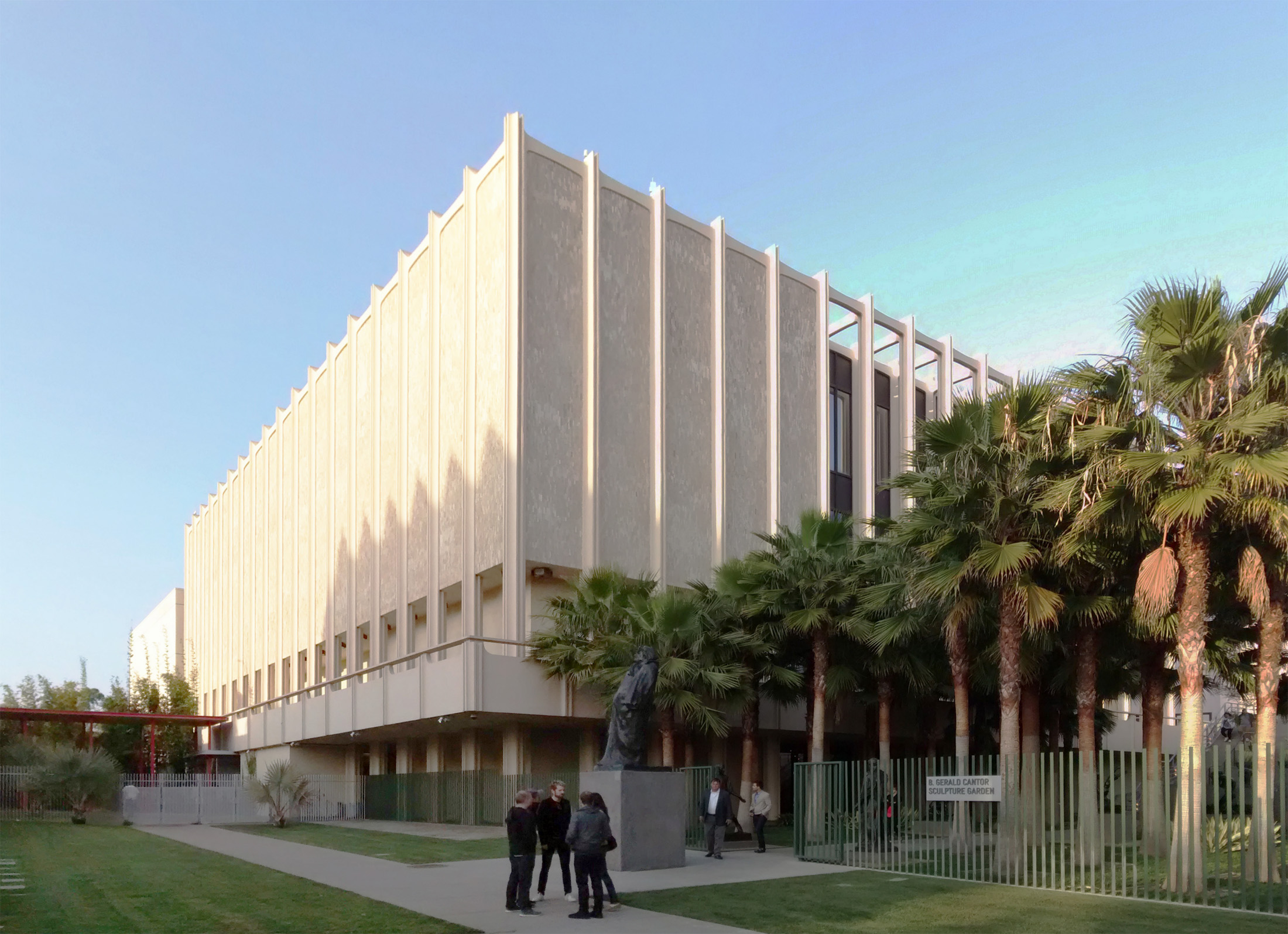
LACMA Museo de Arte del Condado de Los Ángeles.
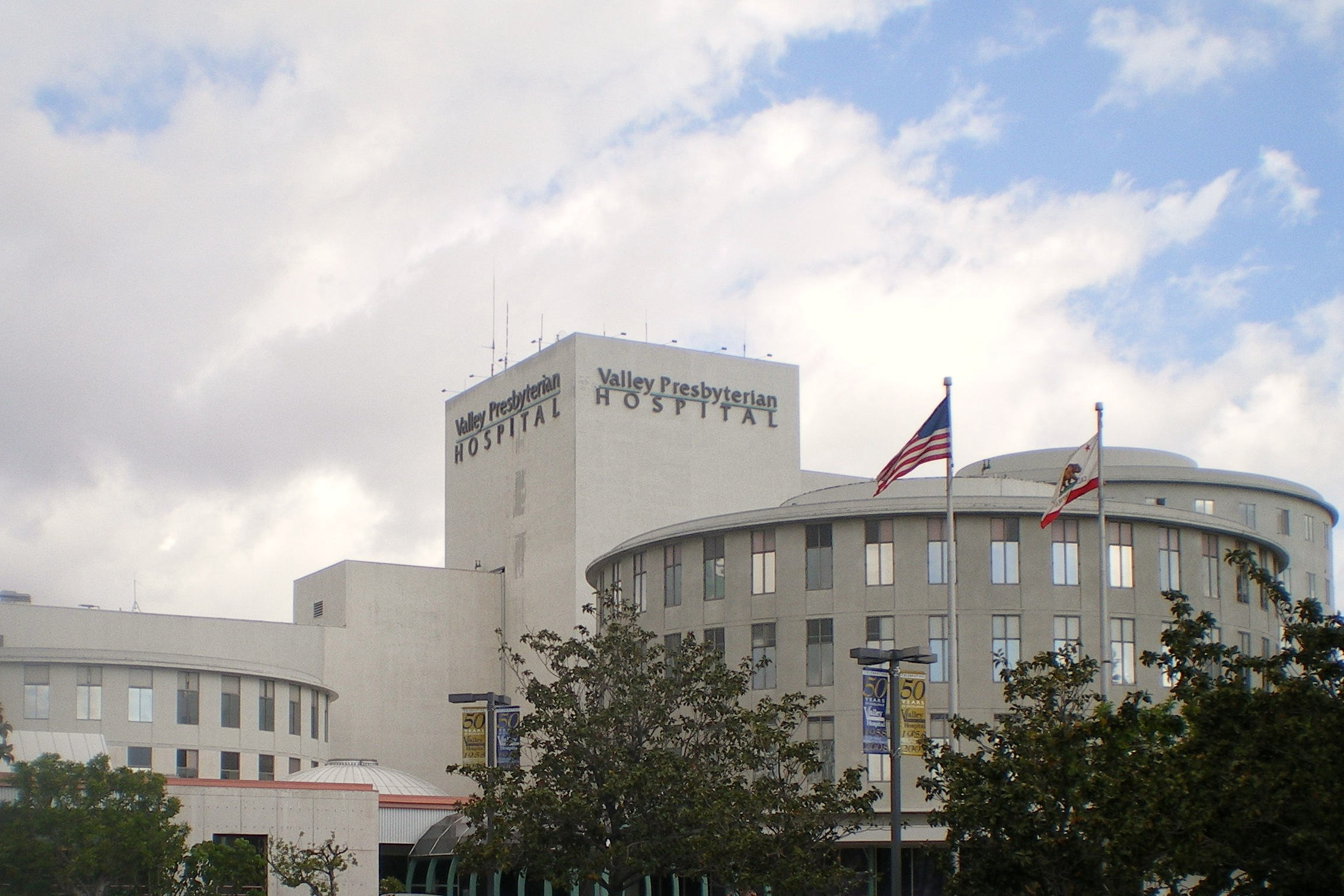
Hospital Presbisteriano Valley
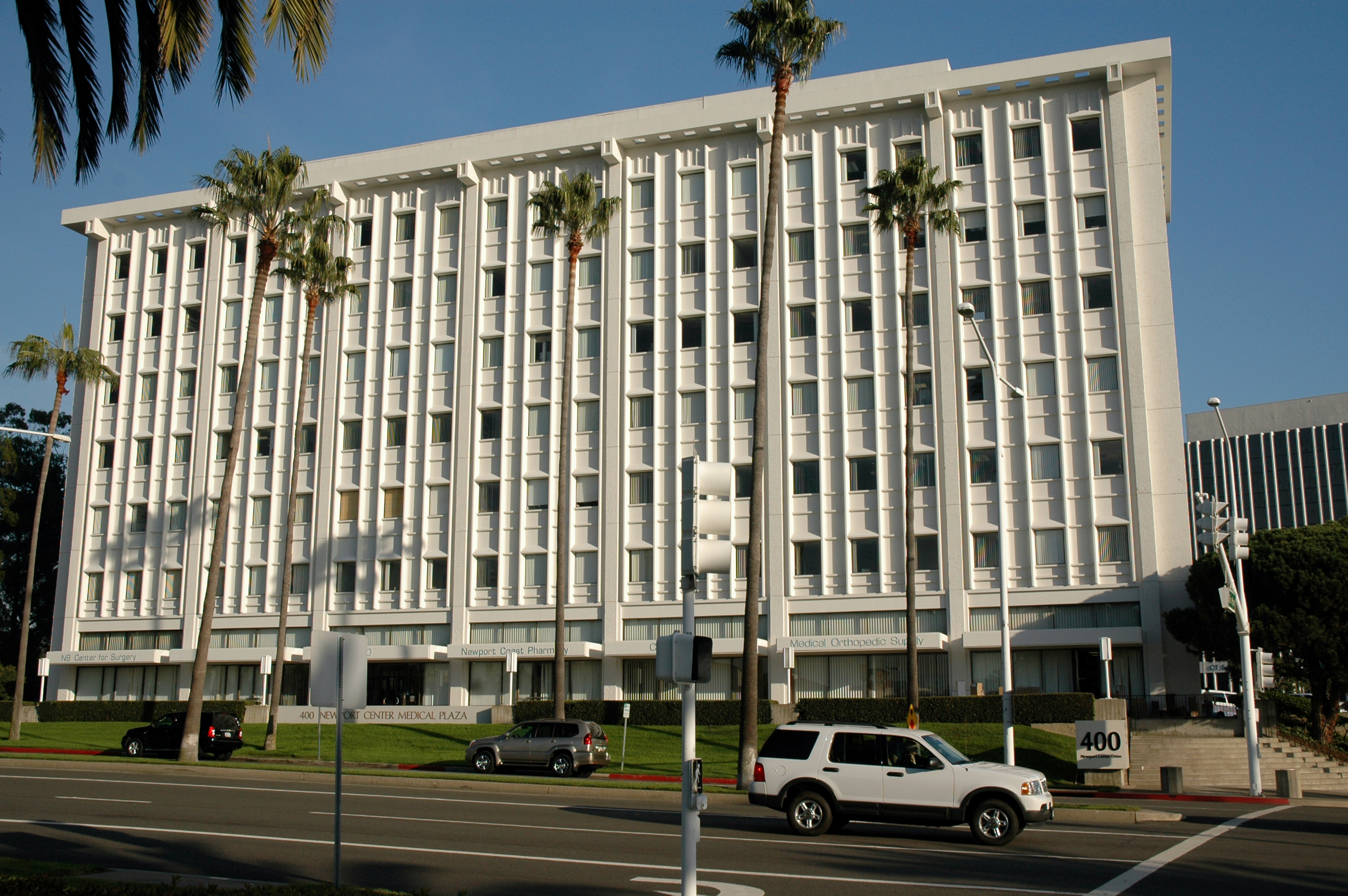
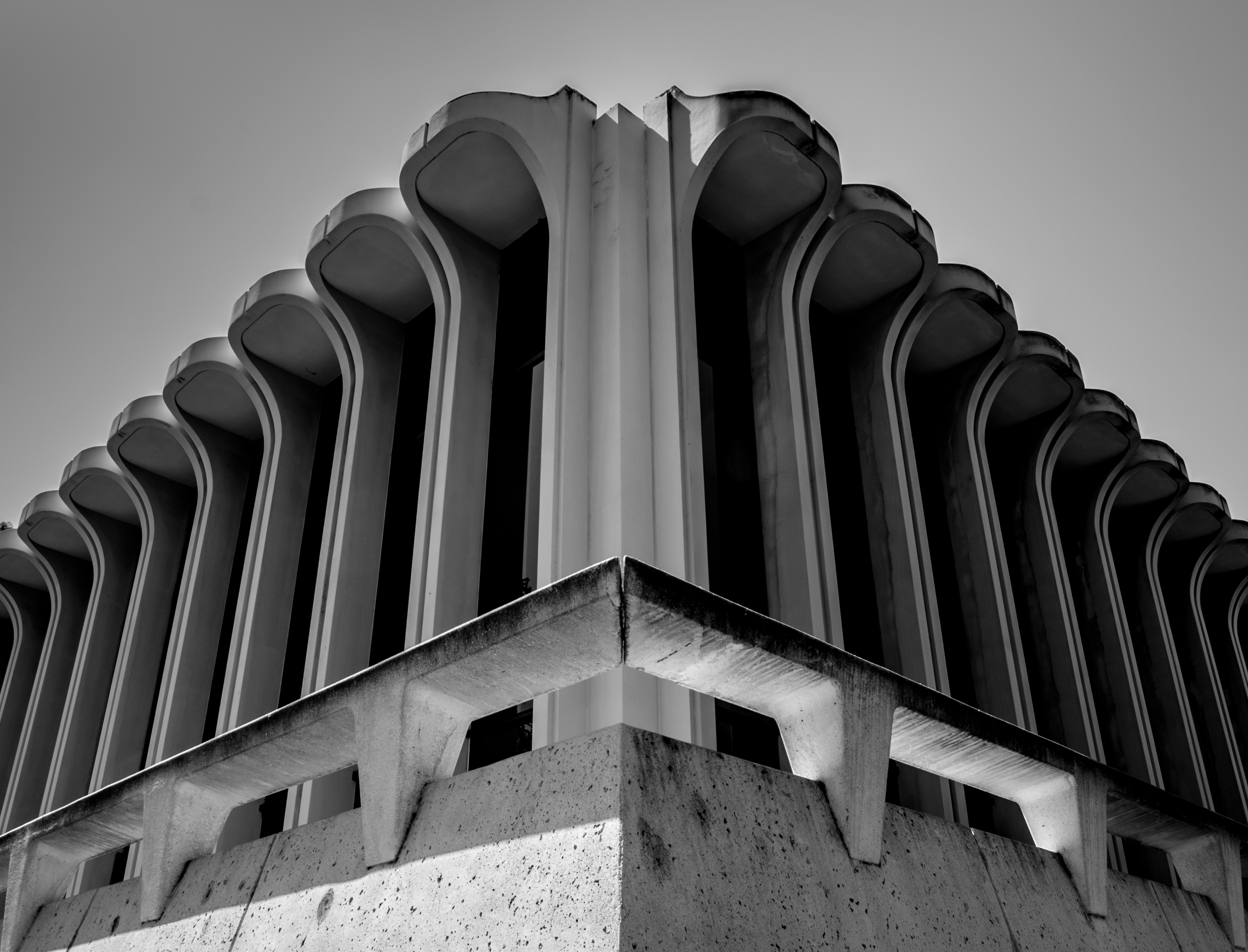
Universidad de California de Irvine.
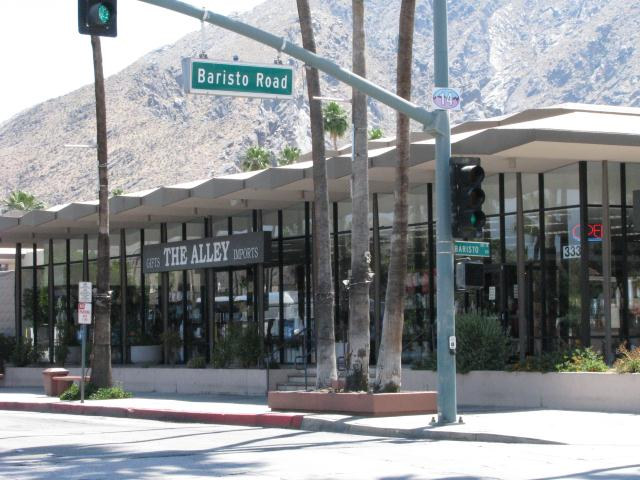
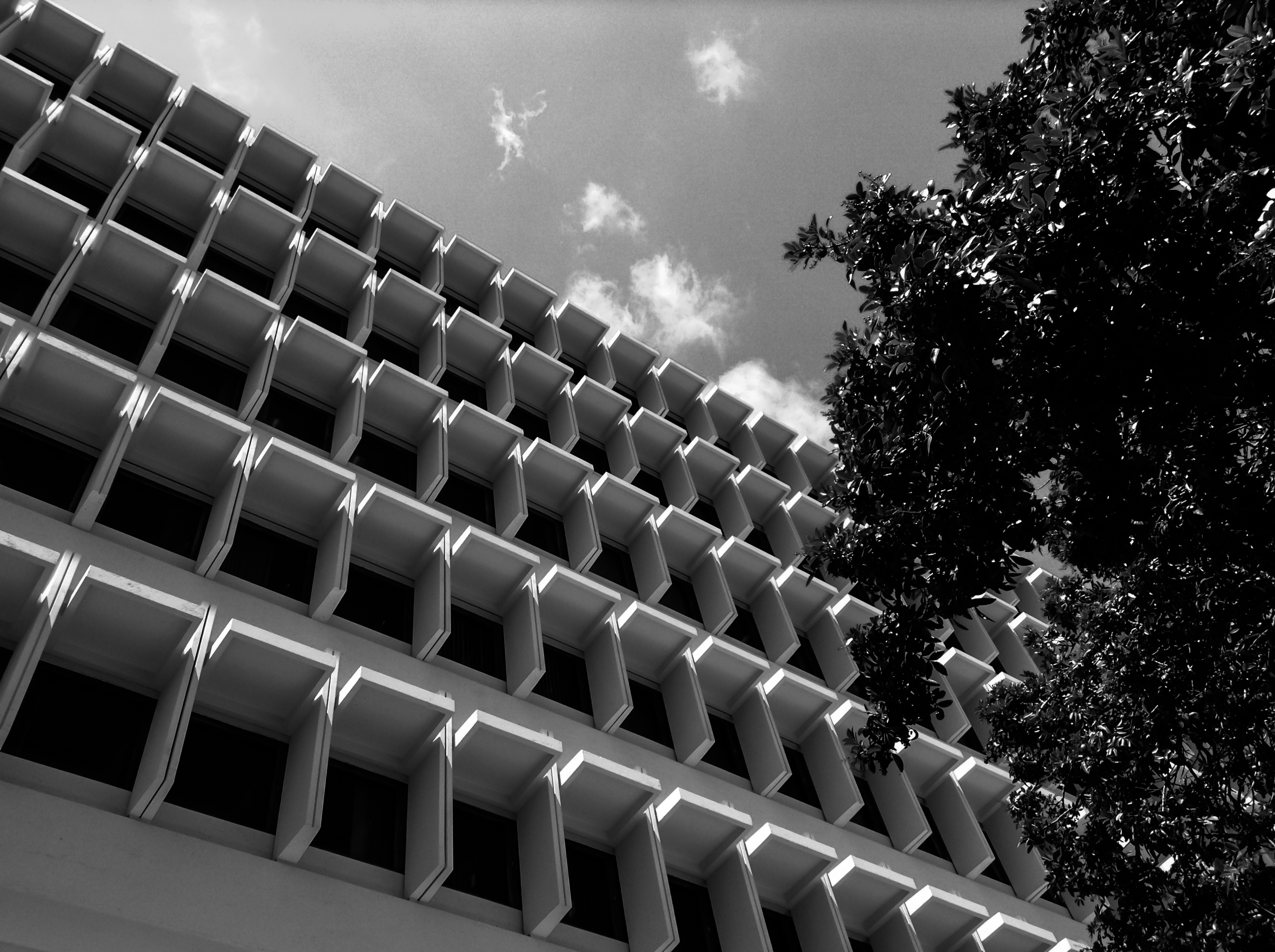
Hall de Humanidades, Universidad de California de Irvine.

- Datos: Q1859204
- Multimedia: William Pereira / Q1859204